# Yoshiki Kirishita
Pour les articles homonymes, voir Kirishita.
Yoshiki Kirishita est un joueur de hockey sur gazon japonais évoluant au poste de défenseur à Tochigi Liebe et avec l'équipe nationale japonaise.

## Biographie
Yoshiki est né le 27 décembre 1998 dans la préfecture de Nara.

## Carrière
Il a fait partie de équipe nationale en juillet 2021 pour concourir aux Jeux olympiques d'été de 2020 à Tokyo.

## Palmarès
- : 1er aux Jeux asiatiques en 2018[2]
- : 2e au Champions Trophy d'Asie en 2021